# Lößnig

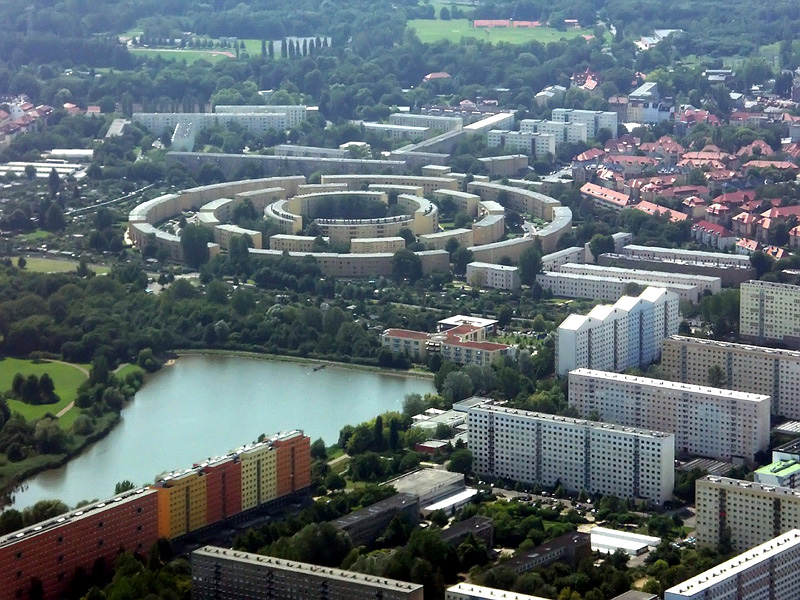
Luftbild von Lößnig

Lößnig (auch „Lössnig“) ist ein Stadtteil und zugleich Ortsteil im Stadtbezirk Süd von Leipzig.

## Lage

Lage Lößnigs

Der Ortsteil Lößnig umfasst den größten Teil der Gemarkung Lößnig (mit dem alten Ortskern von Lößnig, der Gartenstadt Alt-Lößnig und dem Rundling) sowie kleine Teile der Gemarkungen Connewitz und Dölitz. Er wird umgrenzt von der Probstheidaer Straße im Norden und von den Grenzen zwischen den Gemarkungen Connewitz und Probstheida sowie Lößnig und Probstheida im Osten. Die südliche Grenze bildet eine willkürlich gezogene Linie, die zum Teil am Südrand des Erholungsparkes Lößnig-Dölitz verläuft, teilweise die Bebauung Gersterstraße durchschneidet und zum Teil entlang der Mühlpleiße führt. Die westliche Begrenzung bildet die Bayerische Eisenbahn.
Die Nachbarortsteile von Lößnig sind Marienbrunn, Probstheida, Dölitz-Dösen und Connewitz.
Durch den Ortsteil verlaufen entlang der Zwickauer Straße die Straßenbahnlinien 10 und 16, die auf unterschiedlichen Routen in die Innenstadt führen, sowie entlang der Bornaischen Straße die Linie 11.

## Geschichte

### Sorbische Siedlung und Burgward

Lößnig um 1800

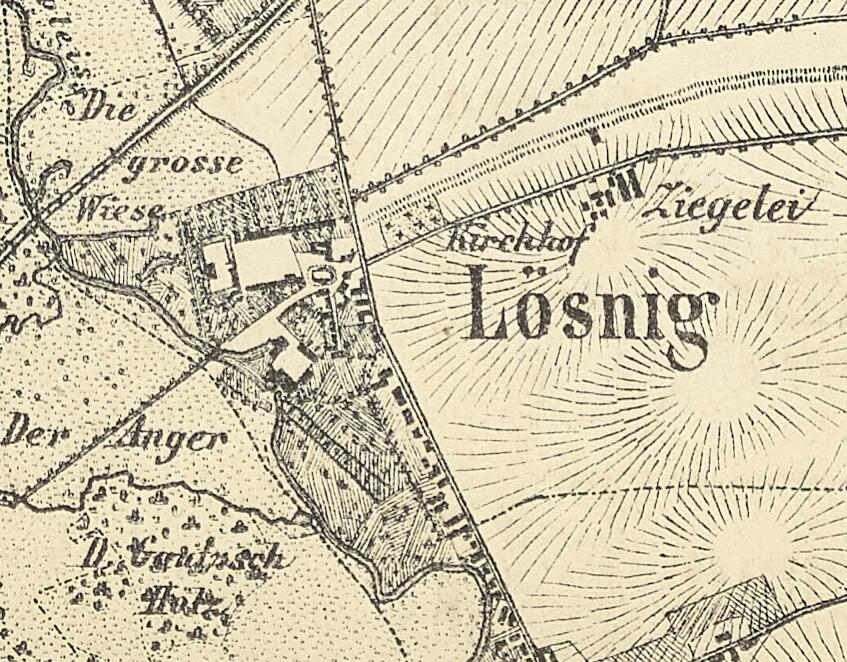
Lößnig auf einer Karte von 1863

Die Siedlung, die als der Ursprungsort des heutigen Lößnig angesehen werden kann, wurde vermutlich Ende des 7. oder zu Beginn des 8. Jahrhunderts von Sorben am Ufer der Pleiße gegründet. Der slawische Name dieser Siedlung – 1040 erstmals in einer Urkunde Heinrich III. als Lesnic erwähnt – bedeutet so viel wie Ort am Wald oder Ort im Wald. In der urkundlichen Nennung wird beschrieben, dass dieses Lesnic Sitz einer Burgwartei ist („burhwardo Lesnic“). Der als Wasserburg ausgeführte Burgwardsitz und das sorbische Dorf existierten nebeneinander.

### Rittergut

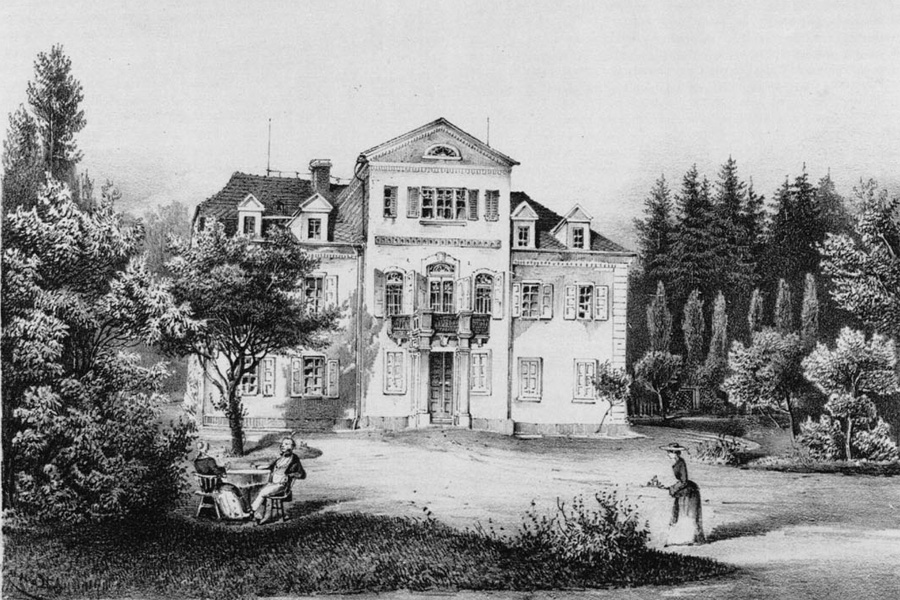
Herrenhaus des Rittergutes um 1850

Wann genau Lößnig zum Rittergut wurde, ist nicht bekannt. 1168 wird in einer Urkunde des Hochstiftes Merseburg ein „Fredericus de Lesnic“ genannt, 1309 ein „Herrmann von Leßenigk“. Ende des 14. Jahrhunderts war das Gut im Besitz des Adelsgeschlechts von Pflugk, welches auch zahlreiche andere Güter besaß. 1460 verkaufte Heinrich von Pflugk das Rittergut an die Adelsfamilie Blasebalg, bis 1704 verblieb das Gut, welches 1702 Schriftsässigkeit erlangte, in deren Händen. Mit dem Tod von Johann Heinrich Blasebalg ging das Gut an den damaligen Oberpostmeister Johann Jakob Kees. Dessen Sohn verlegte 1714 den Wohnsitz der Familie in das neu erworbene Gut Zöbigker, und das Gut Lößnig wurde verpachtet.
Bis 1849 blieb das Gut im Besitz der Familie Kees und wurde dann für 97.700 Reichstaler an den Gutsbesitzer und Ökonomen August Friedrich Graichen verkauft, der mit dem Ertrag Miterben seines Onkels auszuzahlen plante. Dessen Sohn Hermann Graichen wiederum verkaufte es 1883 zusammen mit 174,3 Hektar Land für 925.000 Reichsmark an die Stadt Leipzig. Damit wurde aus dem Rittergut ein Stadtgut. Erst 1904 – und damit 13 Jahre nach dem Dorf Lößnig – wurde der Rittergutsbezirk in die Stadt Leipzig eingemeindet. Nach der Bodenreform von 1945 wurde das Gut in das Volksgut Wachau überführt, wo es bei der Rinder- und Schweinezucht sowie zur Futterlagerung genutzt wurde. Das Herrenhaus diente als Lehrlingswohnheim. 1970 wurde dieser Teil des Volksgutes aufgelöst.

### Dorf Lößnig

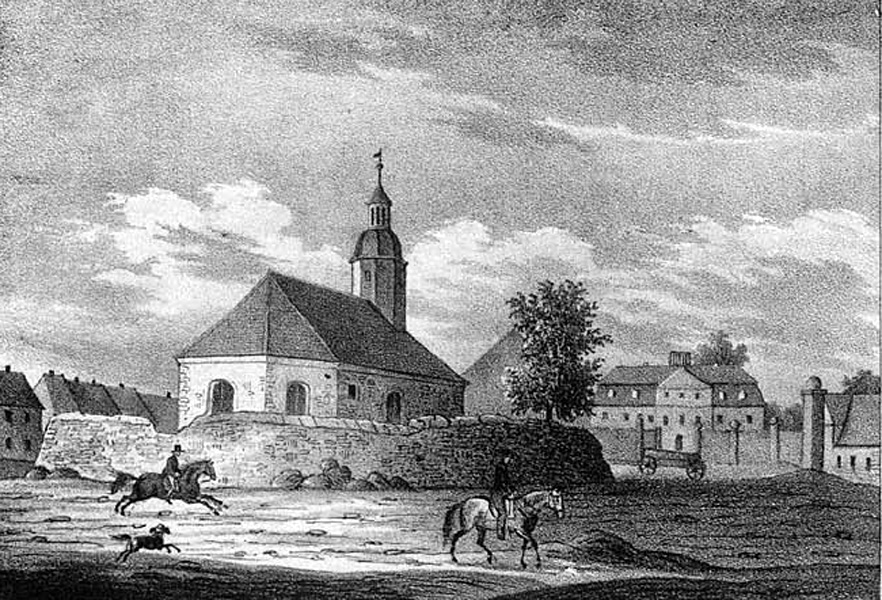
1876 abgerissene Kirche zu Lößnig

Im 11. und 12. Jahrhundert kam es im Rahmen der deutschen Ostexpansion zur verstärkten Besiedlung des Gebietes durch deutsche und flämische Bauern, welche sich zwischen dem sorbischen Dorf und der Burgwartei, etwa im Bereich der heutigen Raschwitzer Straße, niederließen. Später vermischten sich die verschiedenen Bevölkerungsanteile und Lesnic wurde zum Herrensitz, später zum Rittergut. Zwischen 1200 und 1250 legten die Dörfer Dölitz, Lößnig und Connewitz (so deren heutige Namen) gemeinsam den Dölitz-Connewitzer Mühlgraben beziehungsweise die Mühlpleiße an, welche am östlichen Rand der Pleißeaue fließt. Notwendig war dies, weil die Bäche, an denen die Mühlen der Dörfer standen, durch die Rodung der umliegenden Wälder ausgetrocknet waren oder zumindest weit weniger Wasser führten. Die Erfahrung der Flamen kam der Anlage des Mühlgrabens sehr zugute.

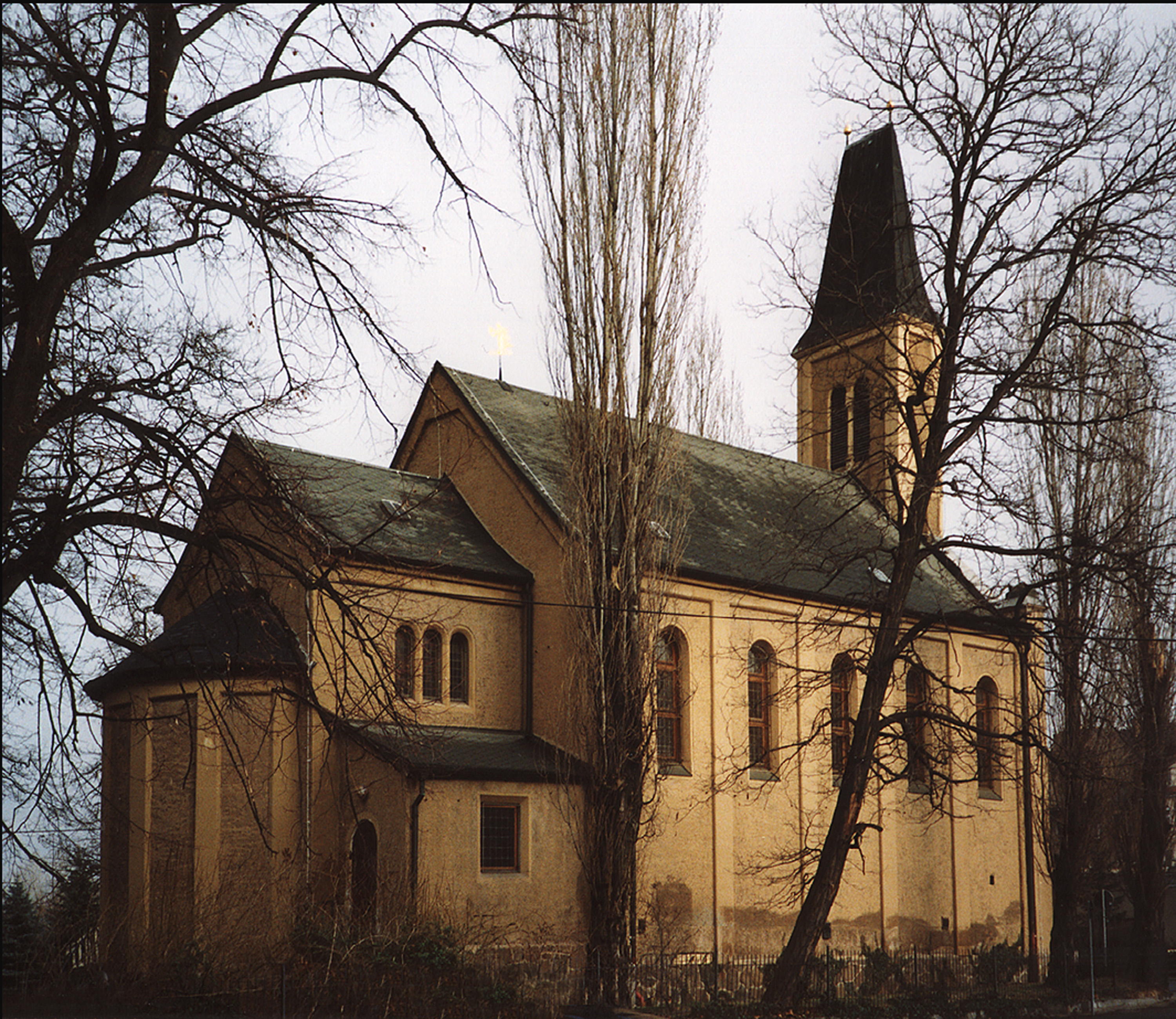
Gethsemanekirche, erbaut 1877

Die folgenden Jahrhunderte veränderten die Ortschaft nur wenig. Von Anfang an besaß Leznicz, wie es 1160 geschrieben wurde, keine geschlossene Dorfstruktur. Die Kirche, die 1442 ihre erste und 1526 ihre zweite Glocke bekam, und der Dorfplatz markierten die Grenze zwischen Siedlung und Rittergut. Die Zahl der Bauerngehöfte blieb nahezu konstant. 1551 und 1764 wurden derer jeweils 9 Stück gezählt. 1579 wurde zwischen der Lößniger und der Dölitzer Mühle ein Floßplatz angelegt, der 11 Jahre später ein Floßhaus dazubekam. Während des Dreißigjährigen Krieges, vor allem zwischen 1632 und 1642 wurde Leßnick – so die Schreibweise 1551 – mehrfach überfallen und geplündert.
Die bislang eigenständige Pfarrkirche von Lößnig wurde 1638 eine Filialkirche von Güldengossa, da der damalige Pfarrer Christof Germann zusätzlich zu seiner Pfarrei das Amt des Pfarrers in Güldengossa übertragen bekam und seinen Sitz dorthin verlegte. Im Jahre 1691, als Friedrich Schulze Pfarrer von Güldengossa war, wurde dieser an die Kirche von Markkleeberg berufen. Seine Lößniger Kirche nahm er mit, so dass diese nun Filialkirche von Markkleeberg war.

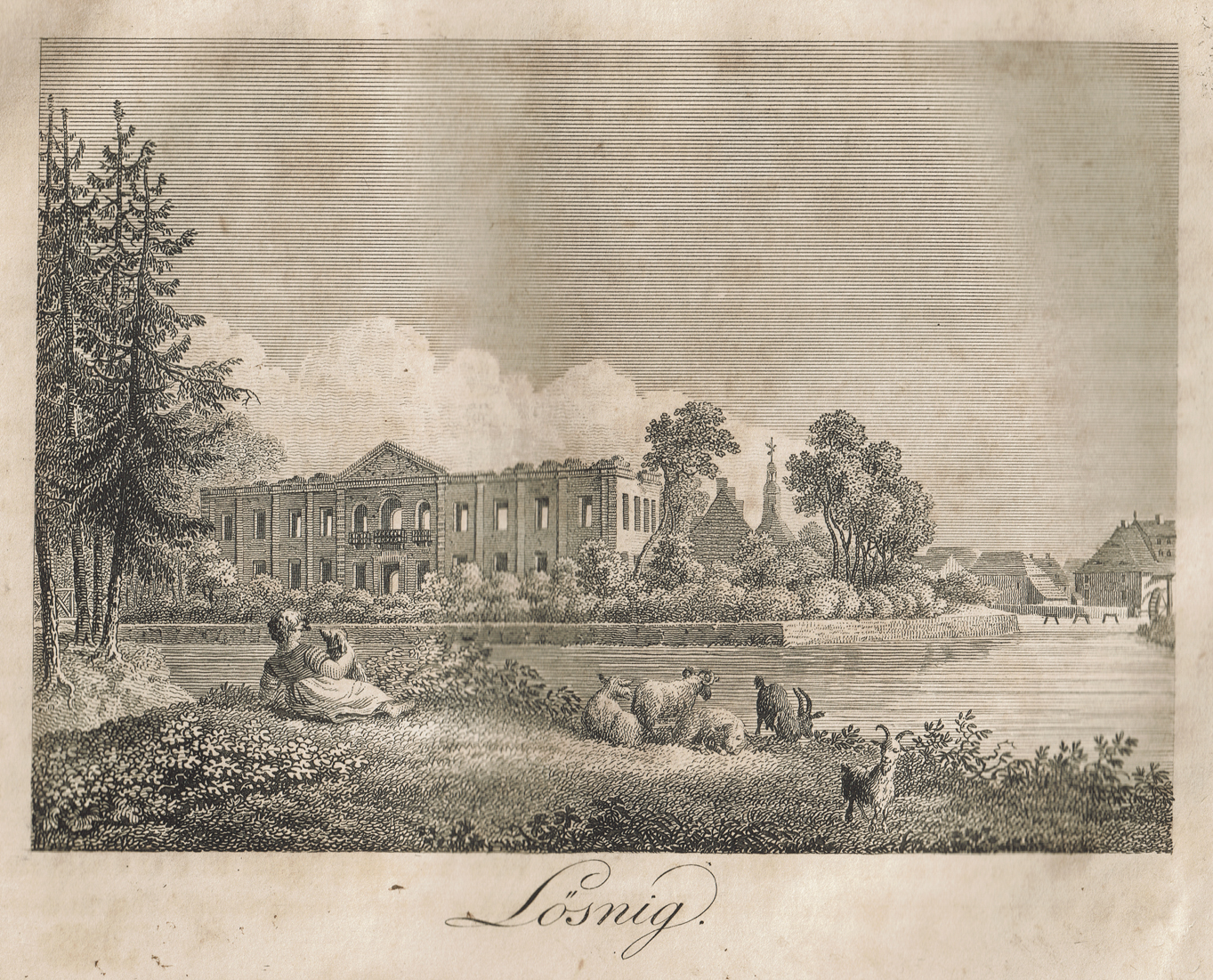
Ansicht von Lößnig mit zerstörtem Herrenhaus nach der Völkerschlacht, 1815

1710 wurde der zum Rittergut gehörige Gasthof mit Ausspanne in Betrieb genommen, 1745 erhielt die Kirche ihre erste Orgel. 1770 wurde die Bornaische Straße zwischen Dölitz und Lößnig befestigt. Im Verlauf der Völkerschlacht bei Leipzig kam es 1813 zur Zerstörung des Herrenhauses, in dem ein französisches Lazarett eingerichtet war, der Schule, mehrerer Bauernhöfe und der Mühle. Letztere wurde 1815, die Schule drei Jahre später wieder aufgebaut.

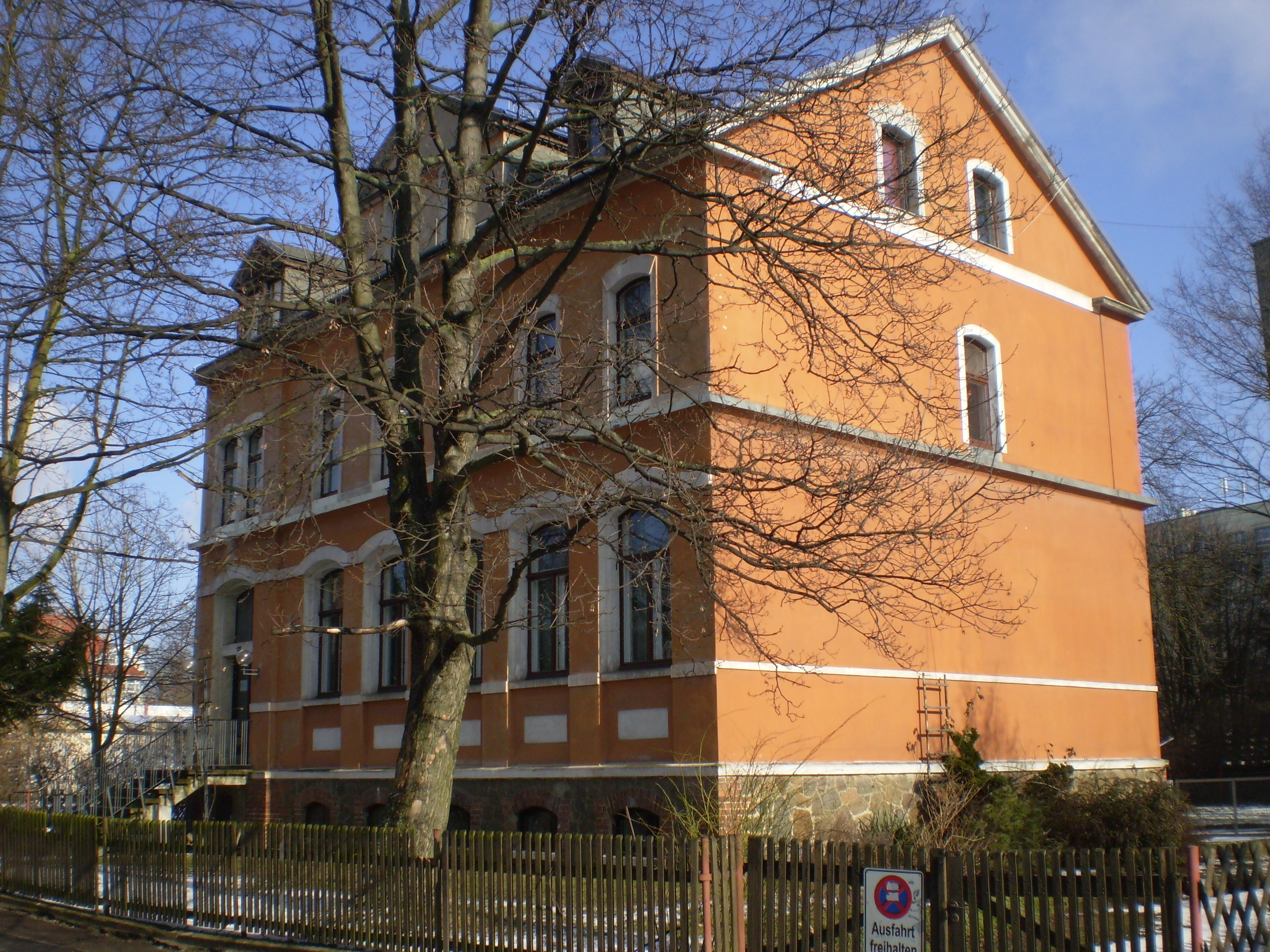
Ehemalige Schule von Lößnig (heute Pfarrhaus)

1839 wurde Lößnig eine selbstständige Gemeinde und erlangte damit die formale Unabhängigkeit vom Rittergut. Der Ort lag bis 1856 im kursächsischen bzw. königlich-sächsischen Kreisamt Leipzig. Ab 1856 gehörte Lößnig zum Gerichtsamt Leipzig II und ab 1875 zur Amtshauptmannschaft Leipzig. 1850 kam es zum Umbau der Mühle zur Papierfabrik. Jedoch brannte diese zwei Jahre später ab. Nach dem Abriss der mittlerweile stark baufällig gewordenen Kirche kam es zum Neubau und am 28. Oktober 1877 zur Weihe der neuen Kirche zu Lößnig, die später den Namen Gethsemanekirche erhielt. Die Baukosten waren mit 35.000 Reichsmark die niedrigsten, die je für einen Kirchenbau der damaligen Zeit aufzuwenden waren, da vieles aus der alten Kirche wiederverwendet wurde. Zwei Jahre nach der Einweihung erhielt die Kirche eine neue Orgel, die von Conrad Geißler aus Eilenburg gebaut wurde.
1884 wurde der Lößniger Turnverein gegründet. 1888 wurde die damalige Schule an der Bornaischen Straße abgerissen und eine neue auf der gegenüberliegenden Straßenseite erbaut. Diese Schule ist das heutige Pfarrhaus. 1890 wurden auf dem ehemaligen Mühlengelände die beiden Limburgischen Villen nach Entwürfen der Architekten Carl Weichardt und Bruno Heinrich Elbo errichtet.

### Lößnig als Leipziger Stadtteil (1891–1945)
Am 1. Januar 1891 wurde Lößnig gleichzeitig mit den ebenfalls bis dahin eigenständigen Orten Connewitz, Kleinzschocher, Lindenau, Plagwitz und Schleußig nach Leipzig eingemeindet. Lößnig hatte zu diesem Zeitpunkt 549 Einwohner, verfügte über fünf Straßen und 34 Häuser.
1897 wurde die erste Lößniger Turnhalle am Gasthof Zum goldenen Stern erbaut. Die Lößniger Kirche löste 1900 ihren Verbund mit Markkleeberg und war bis zum Jahre 1916 Tochterkirche der Connewitzer Gemeinde. 1904 wurde die Lößniger Schule geschlossen und die Schüler auf Schulen in Dölitz und Connewitz verteilt.
In Leipzig hatte sich am Ende des 19. Jahrhunderts ein Mangel an preiswerten und kleinen Wohnungen bei gleichzeitigem Leerstand von teurem Wohnraum bemerkbar gemacht. Die Leipziger Stadtverwaltung sah sich daher angehalten, Wohnungsbaugesellschaften beim Bau eben jener Wohnungen zu fördern.

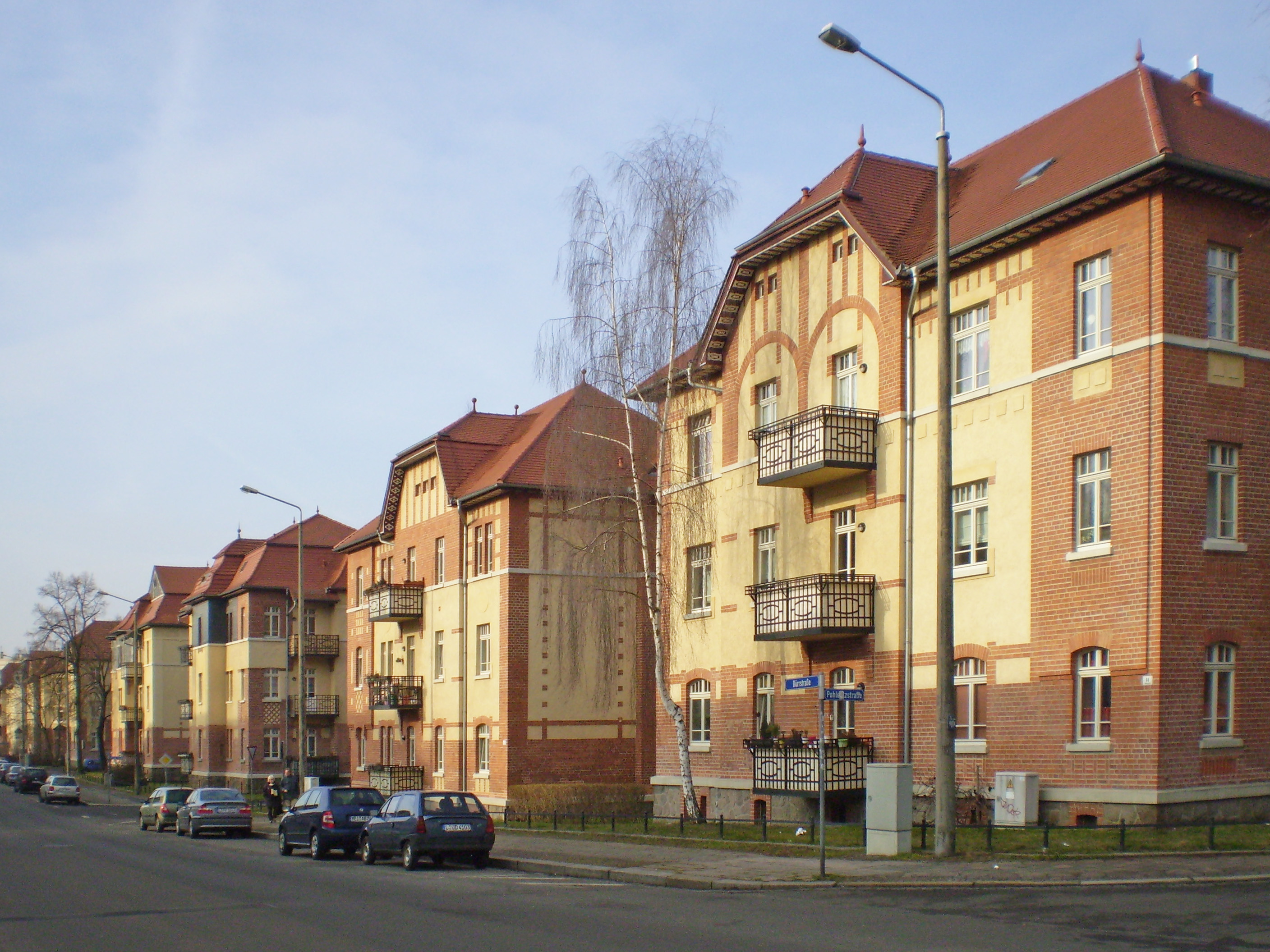
Häuserzeile an der Dürrstraße

In Lößnig war der Gemeinnützigen Wohnungsbaugesellschaft AG im Rahmen eines Erbbaurechtsvertrages ein Landstrich aus dem ehemaligen Rittergut zum Bau von Kleinst- und Kleinwohnungen zur Verfügung gestellt worden. Dieser Landstrich befand sich im Norden des ehemaligen Dorfes. Ein Teil davon war in den vergangenen Jahrzehnten als Exerzierplatz genutzt worden und wurde, bis auf wenige Ausnahmen, nun überbaut. Die Begrenzungen sind durch die heutigen Straßen Liechtensteinstraße, Dürrstraße, Rembrandt- (vormals Merveldstraße) und Siegfriedstraße zu sehen. Die Anlage der Siedlung war stark von damaligen städtebaulichen Reformideen geprägt. Der Bebauungsplan wurde 1901 veröffentlicht. Die Architekten dieses, später als Gartenstadt Alt-Lößnig benannten Städtebauprojektes waren Max Pommer und Anton Käppler. Von 1902 bis 1913 entstanden hier etwa 1100 Wohnungen.
→ siehe auch Hauptartikel Meyer’sche Häuser
Von 1908 bis 1910 wurde auf dem Gelände der ehemaligen Ziegelei ein Elektrizitätswerk, das Hauptwerk Süd der Städtischen Elektrizitätswerke gebaut. Dieses wurde mit der Braunkohle aus dem nahe gelegenen Dölitzer Schacht befeuert, die ab 1927 mit einer Seilbahn transportiert wurde. Deren Betrieb musste aber bereits nach einem Jahr wegen Umweltverschmutzung (!) eingestellt werden. Das Werk war eines der beiden Leipziger Kraftwerke der damaligen Zeit. Später wurde aus ihm das Kraftwerk „Ernst Thälmann“.
Während des Ersten Weltkriegs und in den Nachkriegsjahren erfuhr der Leipziger Wohnungsbau einen deutlichen Abschwung. Dies führte in den 1920er Jahren zu einem drastischen Wohnungsmangel. Diesem Mangel wurde durch den 1929 veröffentlichten Generalbebauungsplan der Stadt Leipzig begegnet. Dieses städtebauliche Großprojekt wurde von dem seit 1924 in Leipzig amtierenden Stadtbaurat Hubert Ritter initiiert. Für Lößnig wurde von ihm ein Wohnprojekt entworfen, welches den Bau einer Wohnsiedlung in drei konzentrischen Ringen vorsah. Dieser sogenannte Rundling wurde in den Jahren 1929 und 1930 gebaut und erregte ein weit über Leipzig hinausgehendes Interesse. Nach seiner Fertigstellung waren in ihm 609 Wohnungen entstanden, in denen eine Vielzahl architektonischer und baulicher Neuerungen realisiert worden waren.
Durch die Weltwirtschaftskrise kam die Bautätigkeit in Leipzig und somit auch in Lößnig wiederum fast zum Erliegen. Ein kleineres Bauprojekt wurde später Mitte der 1930er Jahre realisiert. Durch die Gemeinnützige Aktien-Gesellschaft für Angestellten-Heimstätten oder kurz GAGFAH wurden 212 Wohnungen in streng typisierten Doppelreihenhäusern gebaut. Diese Wohnsiedlung wurde Gudrun-Siedlung genannt, nach der Gestalt in der nordisch-germanischen Sagenwelt.
Auf dem Gebiet des späteren Hundeübungsplatzes wurde 1933 der Pavillon der Waldschule, einer höheren Privatschule mit reformpädagogischen Ansätzen errichtet. In den Jahren 1943 und 1944 wurde dieser wie auch Teile des Rundlings und des Kraftwerkes bei Bombenangriffen zerstört.

### Lößnig in der DDR (1945–1989)
Nach Ende des Zweiten Weltkrieges wurden Teile des Elektrizitätswerkes als Reparationsleistung für die Sowjetunion demontiert. 1949 erhielt es den Namen Ernst Thälmann. Im Jahre 1958 wurde begonnen, das Elektrizitätswerk zum Heizkraftwerk umzurüsten, welches im Oktober des gleichen Jahres dann in Betrieb ging. Zu den ersten Abnehmern zählten die Technische Messe, die Uniklinik und andere Institute der damaligen Karl-Marx-Universität. Fünf Jahre später kam es im Maschinenhaus zu einem Brand, durch den große Teile des Werkes zerstört wurden.

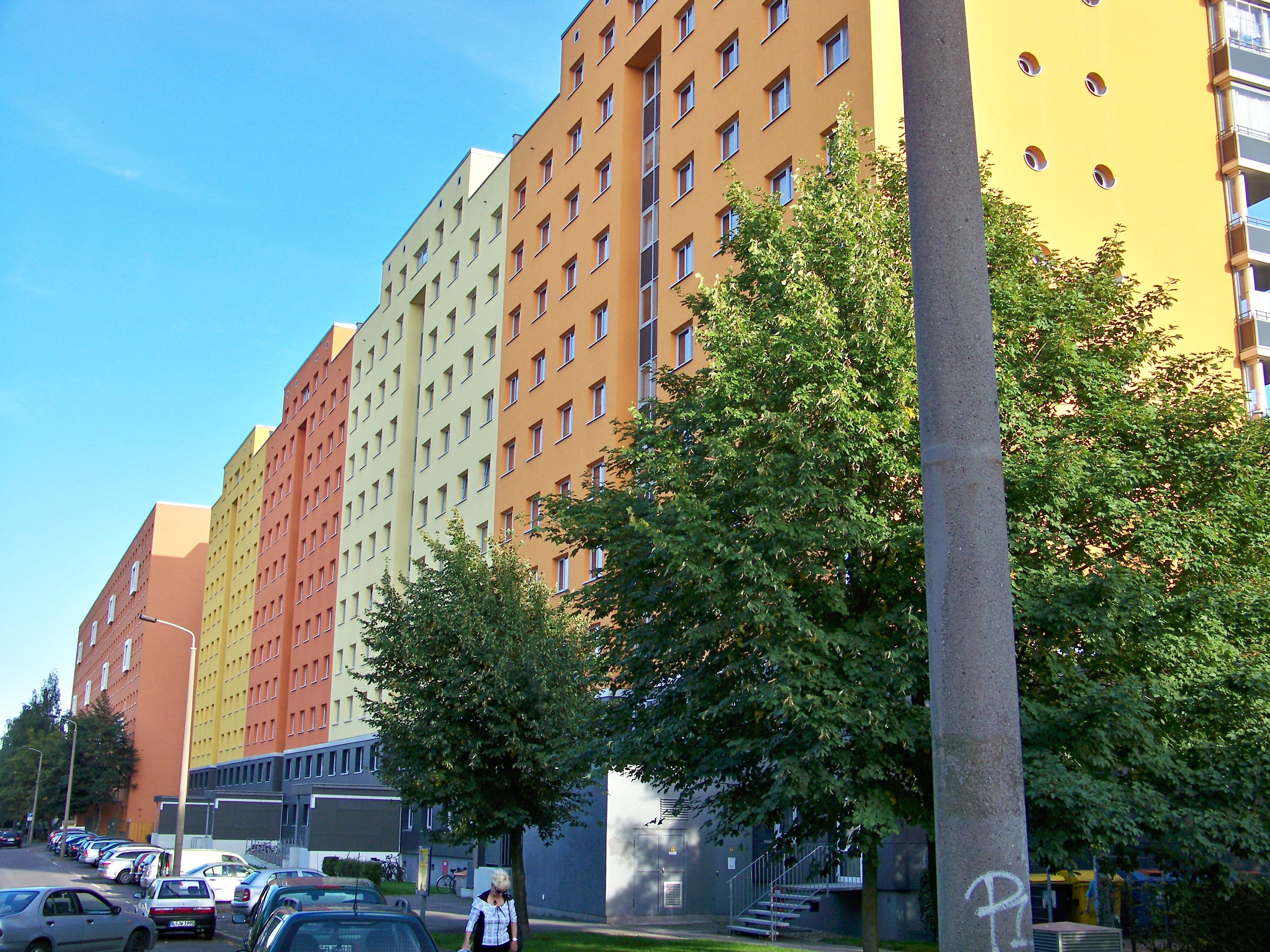
Sanierte Plattenbaubebauung in der Hans-Marchwitza-Straße

In den 1960er Jahren wurden in der Siegfriedstraße drei siebengeschossige Wohnhochhäuser errichtet. Diesem Bauvorhaben folgten in den 1970er Jahren zwei weitere. Zum einen entstand 1971 bis 1975 östlich der Zwickauer Straße das Neubaugebiet Lößnig mit 3082 Wohnungen in ausschließlich elfgeschossigen Wohnblöcken (→ Plattenbauten in Leipzig). Neben diesen wurden drei Schulen, zwei Kaufhallen, ein Alters- und Pflegeheim sowie andere soziale und Dienstleistungseinrichtungen gebaut. Für die Essenversorgung der drei Schulen mit insgesamt über 2000 Schülern wurde eine Schülergaststätte erbaut. Einige geplante Bauvorhaben konnten aus Geld- und Materialmangel nicht verwirklicht werden, so etwa eine Schwimmhalle und ein großer Sportplatz.
Auf der Grenze zum Stadtteil Dölitz entstand von 1973 bis 1975 ein kleineres Neubaugebiet in WBS-70-Plattenbauweise mit 860 Wohnungen. Eine Kinderkrippe, ein Kindergarten und eine Schule – die erste auf Lößniger Gebiet nach Schließung der alten 1904 – komplettierten das Bild.
Auf den Bruchfeldern des 1959 stillgelegten Dölitzer Braunkohleschachtes waren einige Jahre danach Felder und Hallen der Landwirtschaftsausstellung agra. Ab 1975 wurde begonnen, das Gebiet für die Naherholung zu erschließen, dafür mussten zahlreiche Hohlräume, welche durch den Kohleabbau unter Tage noch vorhanden waren, zunächst geschlossen werden. Mitte der 1980er Jahre erfolgte der Beschluss den Erholungspark Lößnig-Dölitz anzulegen, an dessen Rand sich der Stauteich befindet. Dieses auch als großer Silbersee bezeichnete Gewässer ist der älteste und zugleich größte Teich im Erholungsgebiet. Hervorgegangen war er aus einer feuchten Senke, die mittels eines Dammes angestaut wurde und der agra zur Demonstration von Bewässerungstechniken und als Wasserreservoir diente.

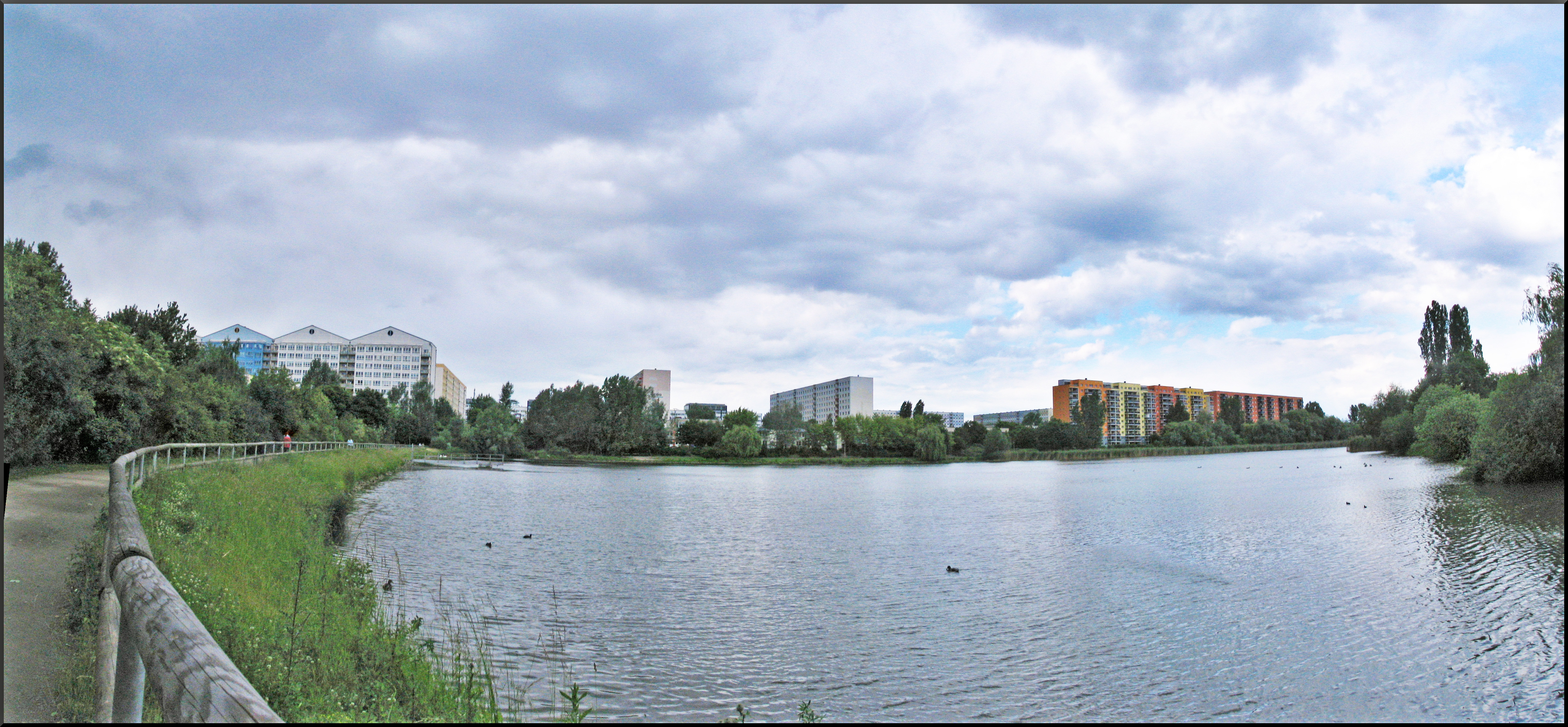
Blick auf das Neubaugebiet Lößnig

### Lößnig heute

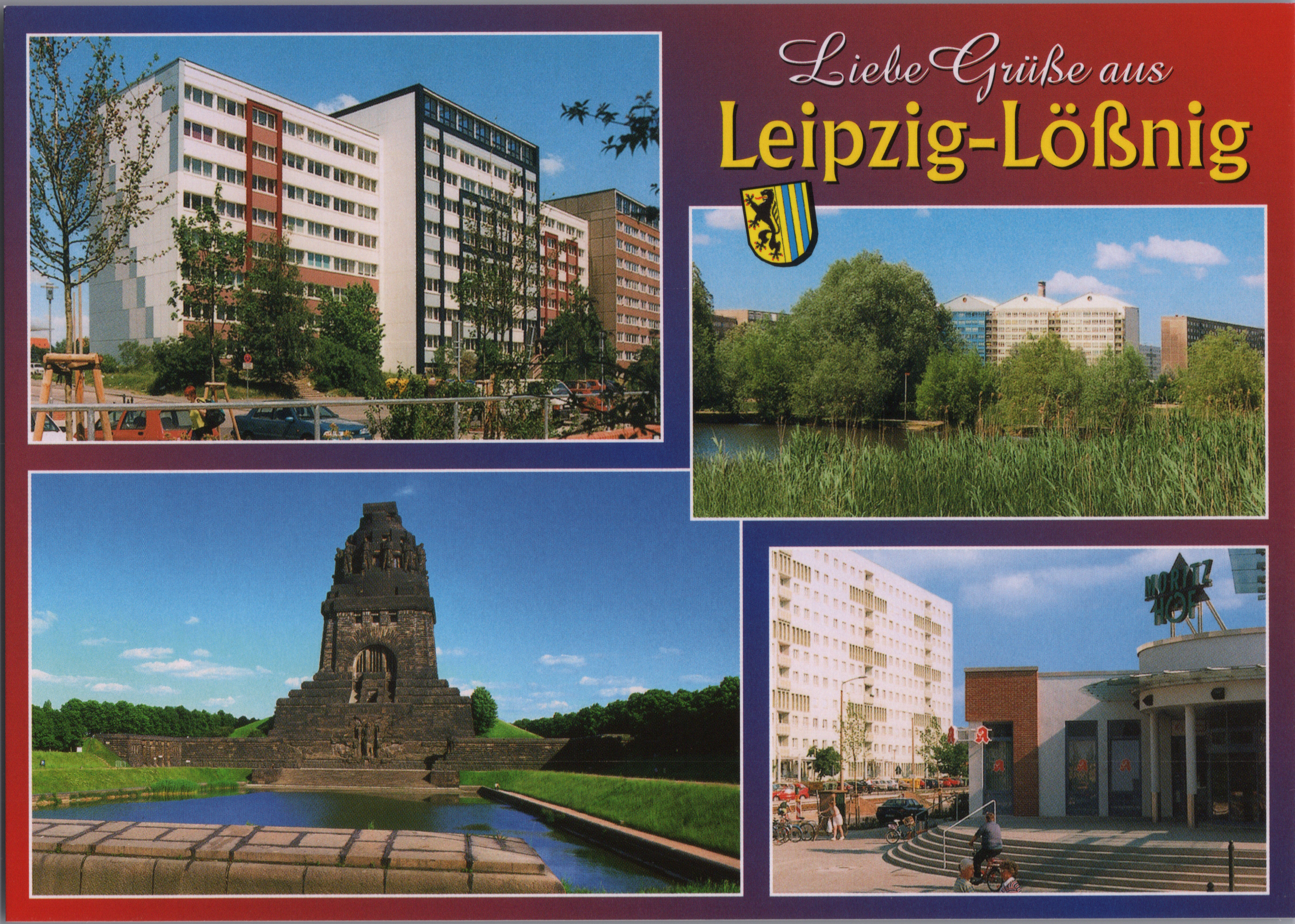
Postkarte Lößnig (2005)

Nach der Wende wurde in Leipzig begonnen, die in den vergangenen Jahrzehnten nur spärlich ausgebesserten Schäden an der historischen Bausubstanz zu beheben. So wurden unter anderem die Kriegsschäden am Rundling ab 1991 beseitigt und von 1993 bis 1997 das gesamte Objekt saniert. Die Häuser der Gartenstadt Alt-Lößnig – seit den 1990er Jahren ebenso wie der Rundling in das Eigentum der Leipziger Wohnungs- und Baugesellschaft überführt – wurden ebenfalls von 1996 bis 1999 aufwändig saniert und modernisiert. Auch die Plattenbauten im Neubaugebiet von Lößnig wurden deutlich nach außen sichtbar verändert. Das Gebiet erhielt mit dem Moritzhof ein neues Einkaufs- und Dienstleistungszentrum. Im Rahmen der Kommunalen Gebietsgliederung von 1992 wurde Lößnig ein Ortsteil der Stadt Leipzig.

## Bevölkerung
| Jahr | Einwohner  |
| ---- | ---------- |
| 1800 | 00169      |
| 1859 | 00326      |
| 1890 | 00549      |
| 1919 | 04.744     |
| 1935 | etwa 9.000 |
| 1992 | 13.678     |

| Jahr | Einwohner |
| ---- | --------- |
| 2000 | 11.237    |
| 2005 | 10.567    |
| 2010 | 10.775    |
| 2015 | 11.059    |
| 2020 | 10.763    |
| 2024 | 10.407    |

Stand: 31.12. des jeweiligen Jahres

## Politik
Bei den Wahlen zum Sächsischen Landtag gehört Lößnig zum Wahlkreis Leipzig 4, bei Bundestagswahlen zum Bundestagswahlkreis Leipzig II (Wahlkreis 153).
Die Bundestagswahl 2021 führte bei einer Wahlbeteiligung von 72,5 % zu folgendem Zweitstimmenergebnis:
| Partei                | Lößnig | Stadt Leipzig |
| --------------------- | ------ | ------------- |
| SPD                   | 27,1 % | 20,9 %        |
| Die Linke             | 15,2 % | 13,7 %        |
| AfD                   | 14,2 % | 13,3 %        |
| CDU                   | 15,1 % | 14,0 %        |
| Bündnis 90/Die Grünen | 11,1 % | 18,5 %        |
| FDP                   | 08,1 % | 10,1 %        |
| Sonstige              | 09,2 % | 09,5 %        |

## Sehenswürdigkeiten
- Gethsemanekirche
- Wilhelm-Ostwald-Gymnasium

## Straßen in Lößnig

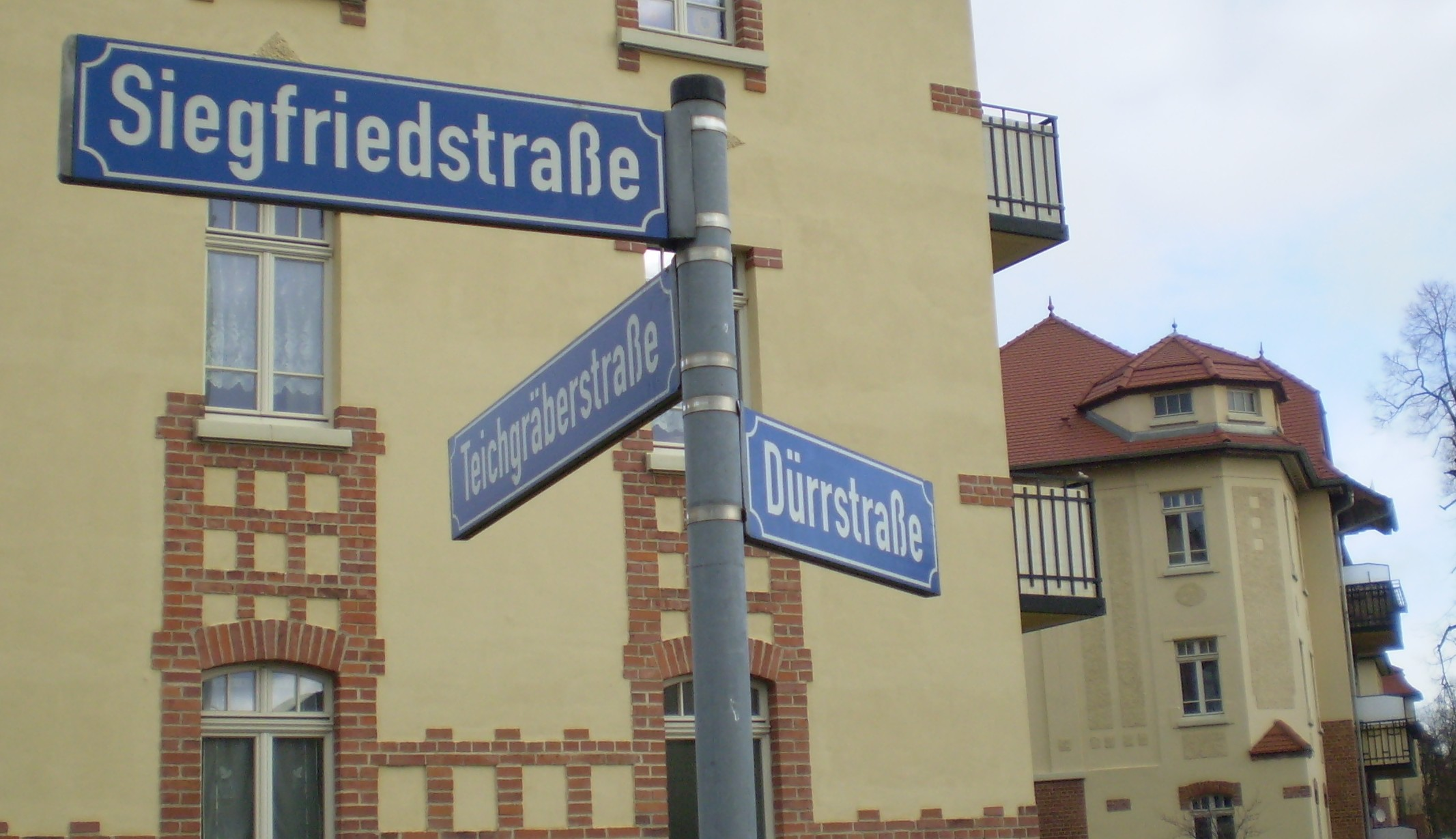
Straßenschilder der Gartenstadt Alt-Lößnig

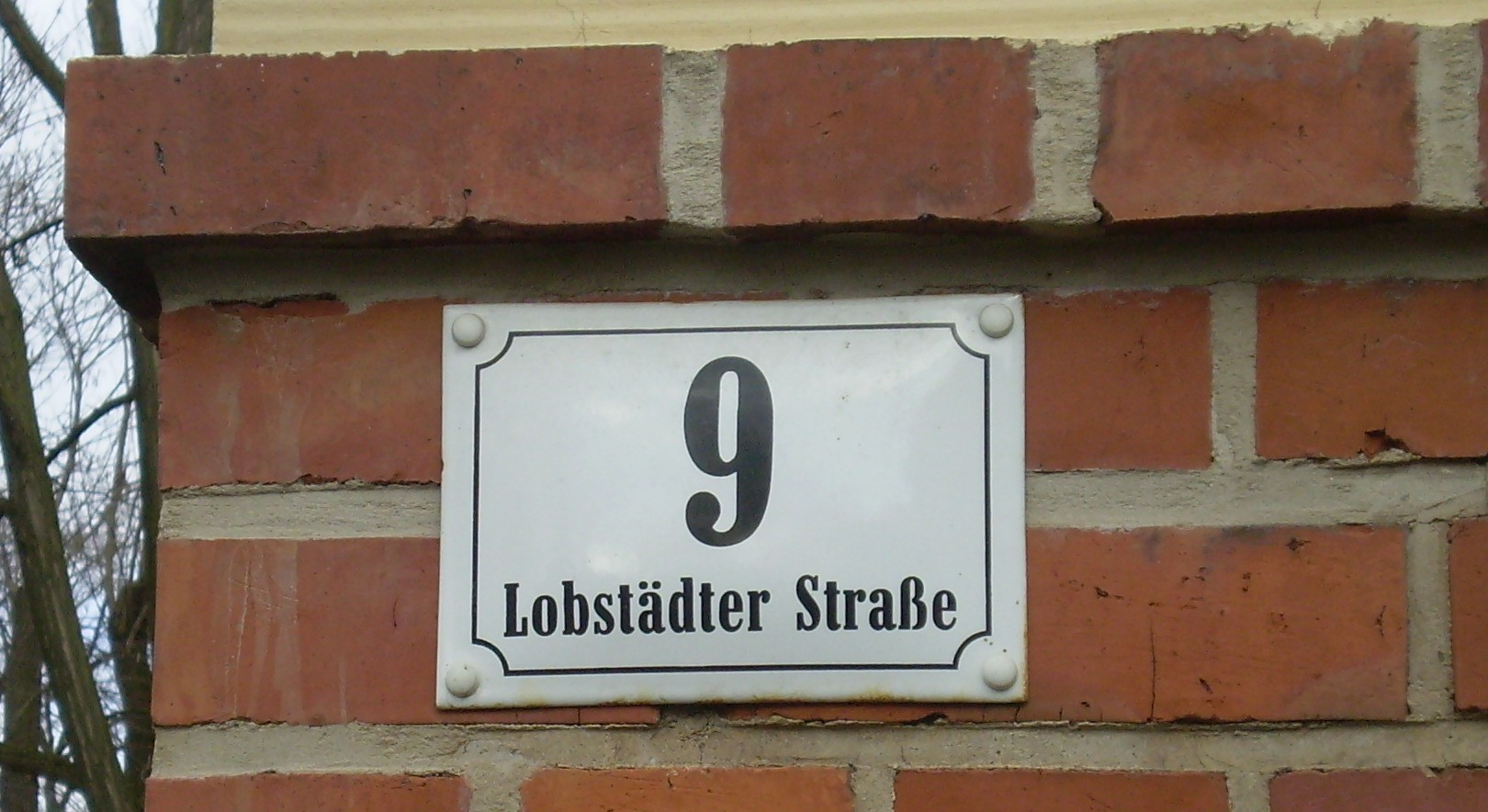
Hausnummer der Gartenstadt Alt-Lößnig

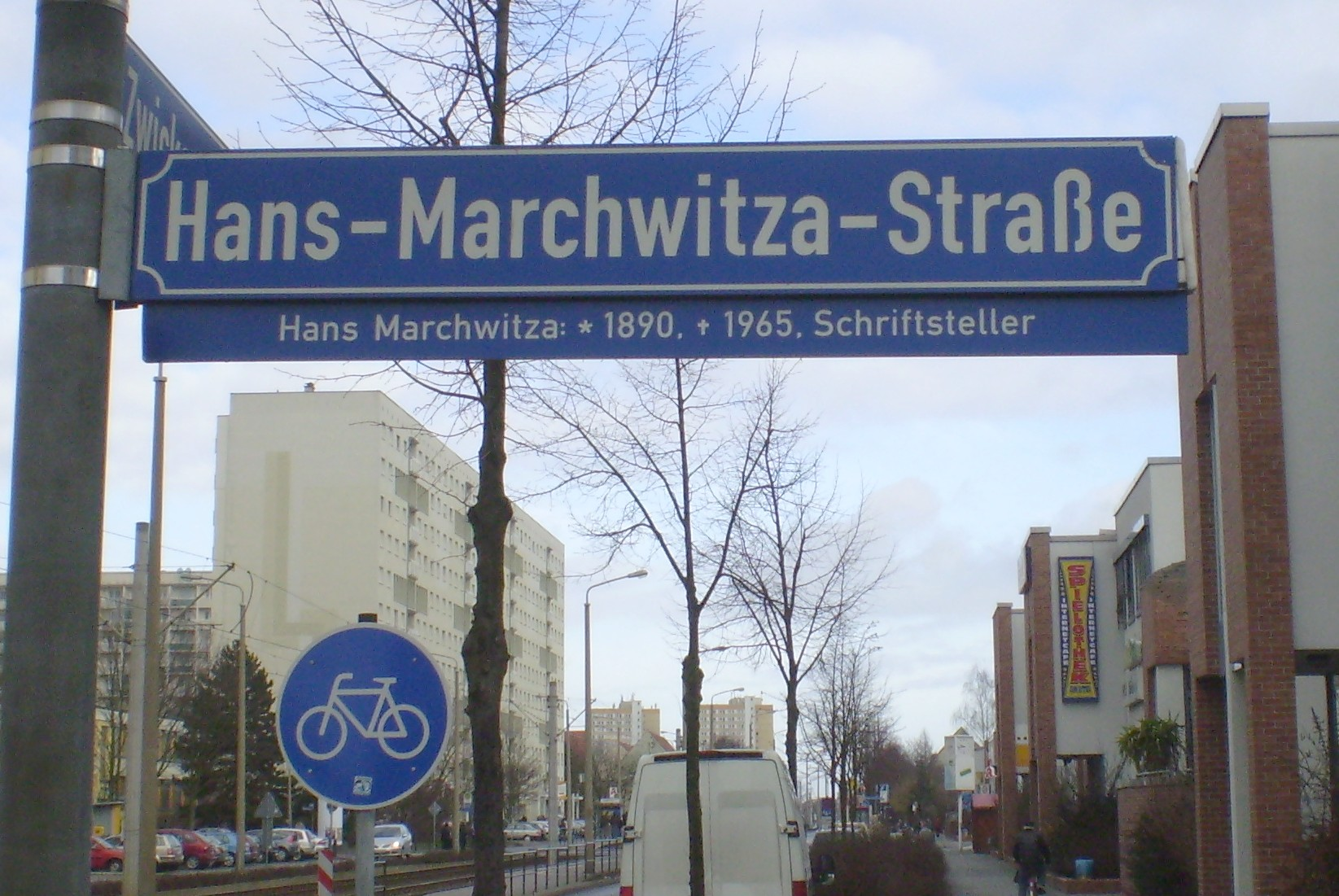
Straßenschild im Johannes-R.-Becher-Viertel

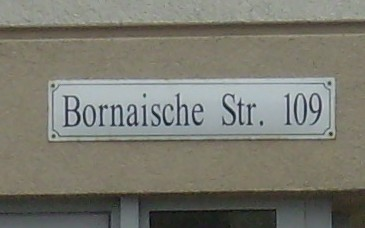
Hausnummer am Stern

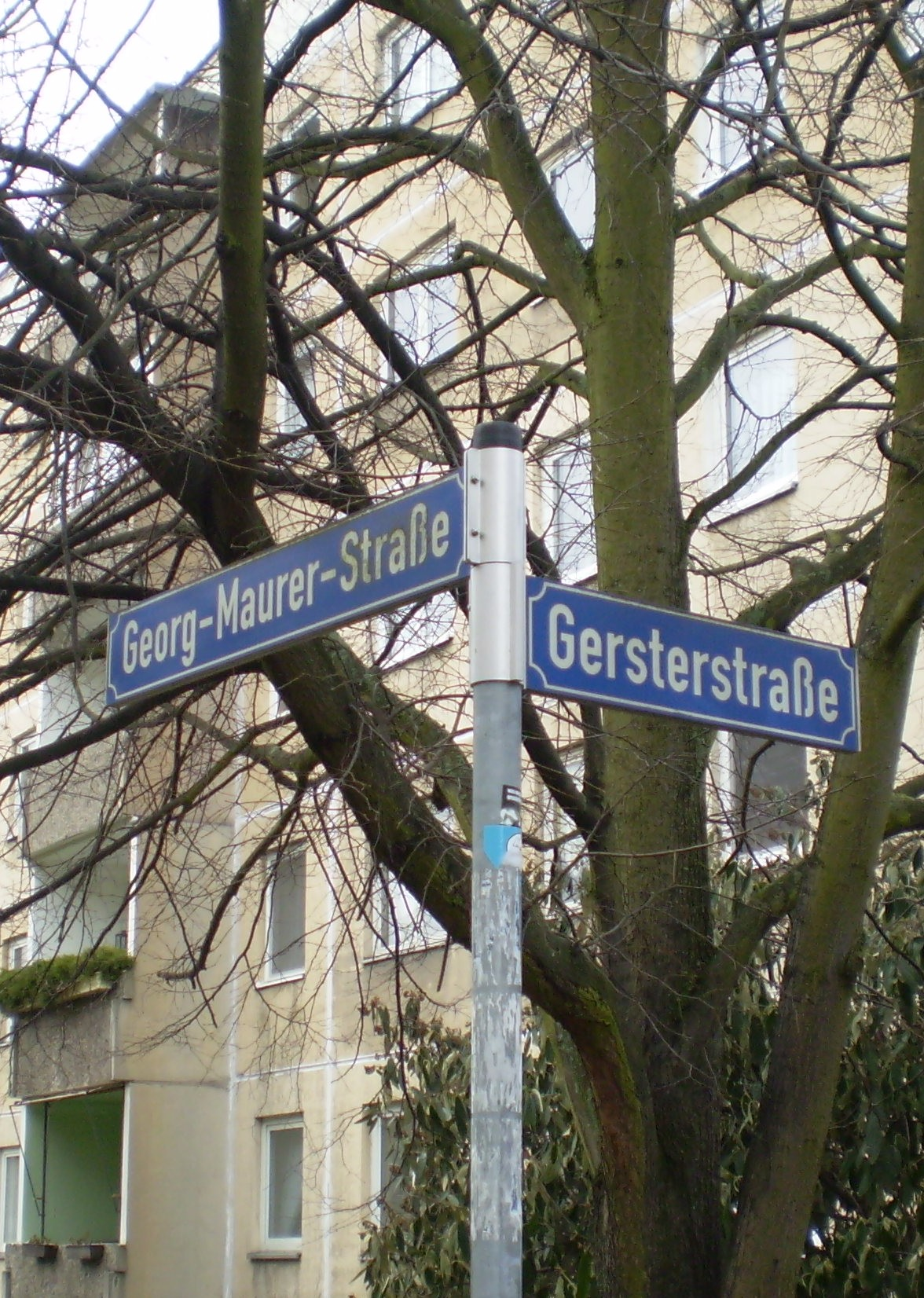
Ecke Georg-Maurer-/Gersterstraße

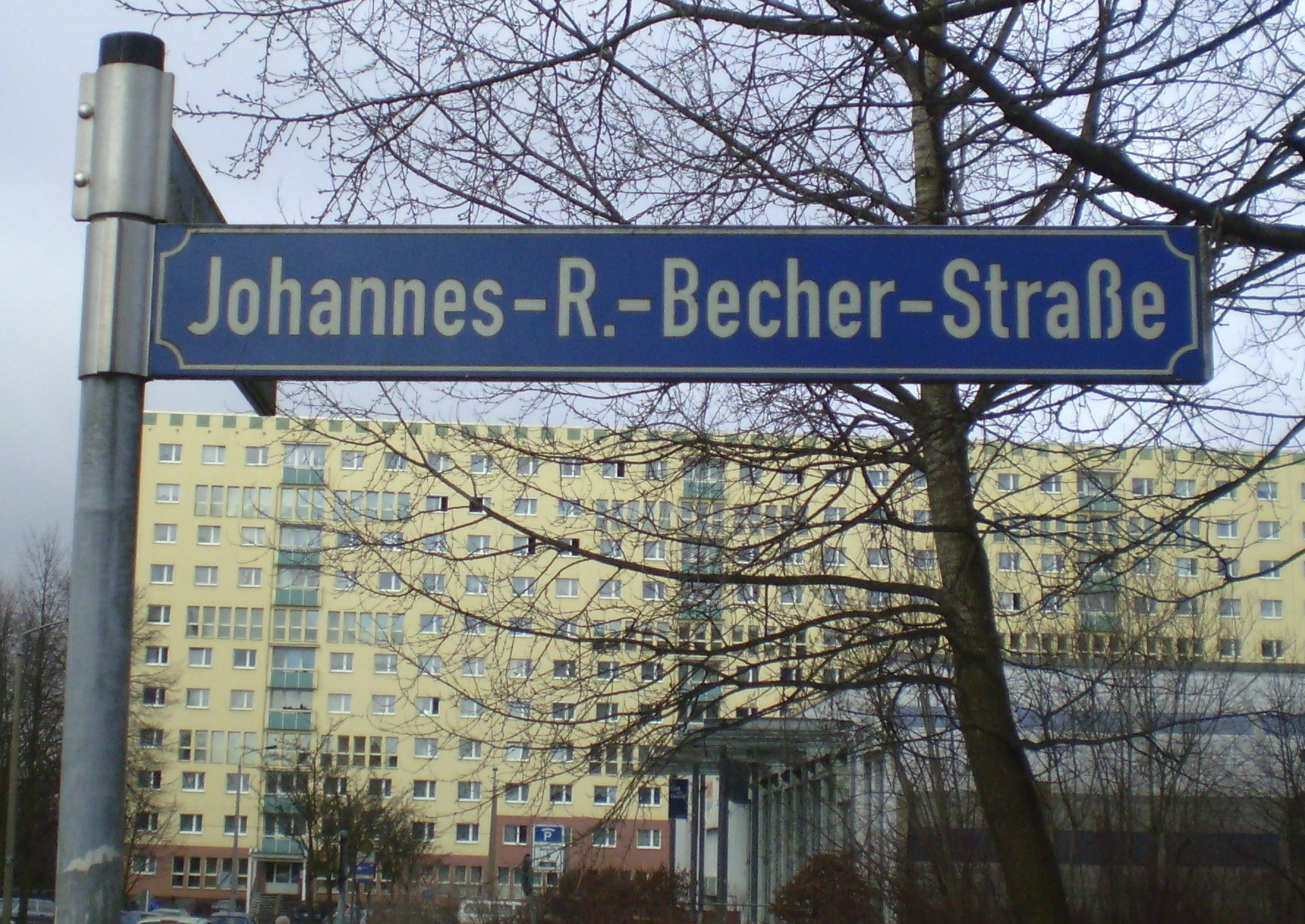
Straßenschild im Johannes-R.-Becher-Viertel

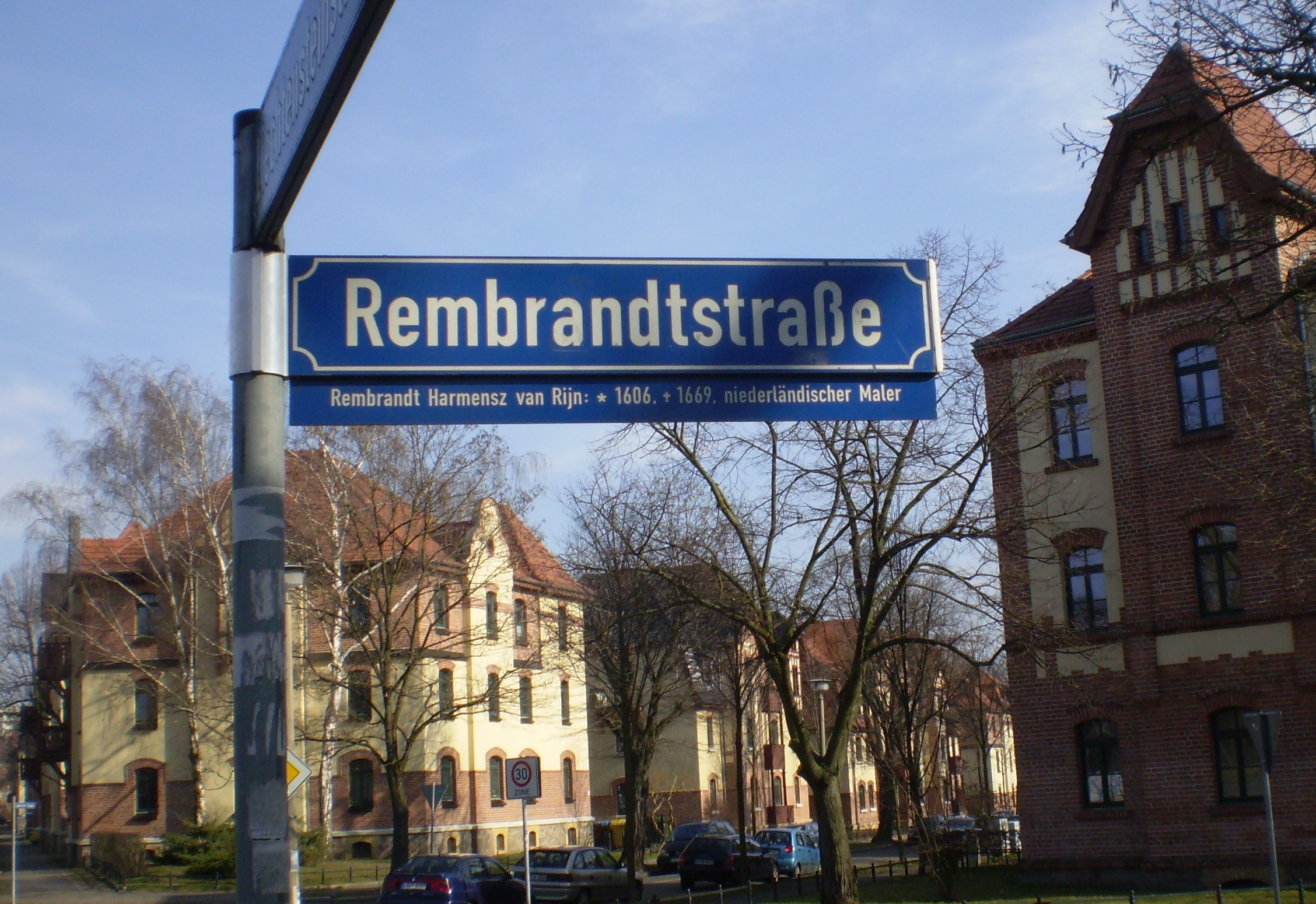
Straßenschild der Gartenstadt Alt-Lößnig

| Bernhard-Kellermann-Straße                      | Bernhard Kellermann (1879–1951), Schriftsteller |
| Bornaische Straße (Nr. 97–121 und 120–134)      | zwischenzeitlich Fritz-Austel-Straße (1950 bis 1991); benannt nach der Stadt Borna; alte Handelsstraße zwischen Leipzig und Borna, die Bornaische Straße war früher (ein Teil der) via imperii also Reichsstraße (laut einer Urkunde aus dem Jahre 1284) |
| Brunhildstraße                                  | Brunhild, Figur aus der Nibelungensage |
| Dankwartstraße                                  | Dankwart, Bruder des Hagen von Tronje, Figur aus der Nibelungensage |
| Dürrstraße                                      | Alphons Friedrich Dürr (1828–1908), Leipziger Verlagsbuchhändler und Stadtrat |
| Ernst-Toller-Straße                             | bis 1950 Colloredostraße; Ernst Toller (1893–1939), Schriftsteller |
| Etzelstraße                                     | Form von Attila, hier als Figur aus der Nibelungensage |
| Georg-Maurer-Straße (Nr. 1–23)                  | Georg Maurer (1907–1971), Lyriker |
| Gerlindeweg                                     | Gerlinde, Mutter des Hartmut von Ormanîe, Figur aus dem Gudrunlied |
| Gersterstraße (Nr. 1–17 und 2–56)               | Ottmar Gerster (1897–1969), Komponist |
| Giselherstraße                                  | Giselher, Figur aus der Nibelungensage |
| Gudrunplatz                                     | Gudrun, Figur aus dem Gudrunlied |
| Gudrunstraße                                    | siehe Gudrunplatz |
| Hans-Marchwitza-Straße                          | Hans Marchwitza (1890–1965), Schriftsteller |
| Hans-Otto-Straße                                | Hans Otto (1900–1933), Schauspieler |
| Herwigstraße                                    | Herwig von Sêlant, Figur aus dem Gudrunlied |
| Hettelweg                                       | König Hettel (auch Hetel), Vater der Gudrun, Figur aus dem Gudrunlied |
| Hildburgstraße                                  | Hildburg, Gefährtin Gudruns, Figur aus dem Gudrunlied |
| Hildeweg                                        | Hilde, Mutter der Gudrun, Figur aus dem Gudrunlied |
| Im Limburgerpark                                | Straßenführung durch den Limburger Park |
| Johannes-R.-Becher-Straße                       | Johannes R. Becher (1891–1958), Dichter und Politiker |
| Karl-Jungbluth-Straße                           | Karl Jungbluth, (1903–1945), Kommunist |
| Kriemhildstraße                                 | Kriemhild, Figur aus der Nibelungensage |
| Kurt-Tucholsky-Straße                           | Kurt Tucholsky (1890–1935), Schriftsteller |
| Leisniger Straße                                | benannt nach der Stadt Leisnig in Sachsen |
| Liechtensteinstraße                             | bis 1907 teilweise Küstnerstraße; Aloys Fürst von Liechtenstein (1780–1833), österreichischer Offizier in der Völkerschlacht bei Leipzig 1813 |
| Lobstädter Straße                               | benannt nach dem Dorf Lobstädt in Sachsen (heute Ortsteil der Gemeinde Neukieritzsch) |
| Nibelungenring                                  | benannt nach der Nibelungensage |
| Ortrunweg                                       | Ortrun, Figur aus der Gudrunsage |
| Pohlentzstraße                                  | Moritz Pohlentz (1823–1903), Leipziger Kaufmann und Stadtrat |
| Probstheidaer Straße (Nr. 74–78, gerade Zahlen) | benannt nach der Gemeinde Probstheida, die später nach Leipzig eingemeindet wurde |
| Raschwitzer Straße (Nr. 1–15B)                  | bis 1901 Dorfstraße, Kirchplatz und Waldstraße; benannt nach dem ehemaligen Vorwerk Raschwitz und späteren Ortsteil von Markkleeberg. |
| Rembrandtplatz                                  | bis 1950 Merveldtplatz; Rembrandt van Rijn (1606–1669), Maler |
| Rembrandtstraße                                 | siehe Rembrandtplatz |
| Röthische Straße                                | benannt nach der Stadt Rötha in Sachsen |
| Siegfriedplatz                                  | Siegfried der Drachentöter, Figur aus der Nibelungensage |
| Siegfriedstraße                                 | bis 1965 teilweise Blasebalgstraße; siehe Siegfriedplatz |
| Sigebandweg                                     | König Sigeband (auch Sigebant), Figur aus der Gudrunsage |
| Teichgräberstraße                               | bis 1950 Hessen-Homburg-Straße; Richard Teichgräber (1884–1945), Sozialdemokrat und Gewerkschafter |
| Watestraße                                      | Wate, Figur aus der Gudrunsage |
| Willi-Bredel-Straße                             | Willi Bredel (1901–1964), Schriftsteller |
| Zehmischstraße                                  | Gottlieb Benedikt Zehmisch (1716–1789), Leipziger Kaufmann und Kulturmäzen |
| Zum Förderturm (unbebauter Anteil)              | benannt nach dem Förderturm des Dölitzer Schachtes |
| Zwickauer Straße (Nr. 118–142)                  | benannt nach der Stadt Zwickau in Sachsen |